# Албешть (комуна, Яломіца)
Албешть, Албешті (рум. Albești) — комуна у повіті Яломіца в Румунії. До складу комуни входять такі села (дані про населення за 2002 рік):
- Албешть (768 осіб) — адміністративний центр комуни
- Баталурі (39 осіб)
- Марсілієнь (702 особи)

Комуна розташована на відстані 82 км на схід від Бухареста, 18 км на захід від Слобозії, 126 км на захід від Констанци, 121 км на південний захід від Галаца.

## Населення
За даними перепису населення 2002 року у комуні проживали 2732 особи.
Національний склад населення комуни:
| Національність | Кількість осіб | Відсоток |
| -------------- | -------------- | -------- |
| румуни         | 2731           | > 99,9%  |

Рідною мовою назвали:
| Мова      | Кількість осіб | Відсоток |
| --------- | -------------- | -------- |
| румунська | 2731           | > 99,9%  |

Склад населення комуни за віросповіданням:
| Релігія     | Кількість осіб | Відсоток |
| ----------- | -------------- | -------- |
| православні | 2731           | > 99,9%  |
| мусульмани  | 1              | < 0,1%   |

## Зовнішні посилання
- Дані про комуну Албешть на сайті Ghidul Primăriilor